# Liste des députés fédéraux canadiens - A
Cet article contient la liste des députés actuels et anciens à la Chambre des communes du Canada dont le nom commence par la lettre A.
En plus du prénom et du nom du député, la liste contient :
- le parti que le député représentait lors de son élection ;
- le comté et la province où il fut élu.

## Ab - Ai
- Anthony Abbott, libéral, Mississauga, Ontario
- Douglas Abbott, libéral, Saint-Antoine—Westmount, Québec
- James Abbott, réformiste, Kootenay-Est, Colombie-Britannique
- John Joseph Caldwell Abbott, libéral-conservateur, Argenteuil, Québec
- Diane Ablonczy, réformiste, Calgary-Nord, Alberta
- Ziad Aboultaif, conservateur, Edmonton Manning, Alberta
- Honoré Achim, conservateur, Labelle, Québec
- Michael Adams, conservateur, Northumberland, Nouveau-Brunswick
- Peter Adams, libéral, Peterborough, Ontario
- Agar Rodney Adamson, conservateur, York-Ouest, Ontario
- Alan Joseph Adamson, libéral, Humboldt, Territoires du Nord-Ouest
- John Hollings Addison, libéral, York-Nord, Ontario
- Herbert Bealey Adshead, travailliste, Calgary-Est, Alberta
- Leona Aglukkaq, conservateur, Nunavut, Nunavut
- Thomas Franklin Ahearn, libéral, Ottawa (Cité d'), Ontario
- Gordon Harvey Aiken, progressiste-conservateur, Parry Sound—Muskoka, Ontario
- James Albert Manning Aikins, conservateur, Brandon, Manitoba
- Scott Aitchison, conservateur, Parry Sound—Muskoka, Ontario
- Margaret Aitken, progressiste-conservateur, York—Humber, Ontario

## Al
- Hélène Alarie, Bloc québécois, Louis-Hébert, Québec
- Dan Albas, conservateur, Okanagan—Coquihalla, Colombie-Britannique
- Harold Albrecht, conservateur, Kitchener—Conestoga, Ontario
- Reg Alcock, libéral, Winnipeg-Sud, Manitoba
- George Oscar Alcorn, conservateur, Prince-Edward, Ontario
- John Aldag, libéral, Cloverdale—Langley City, Colombie-Britannique
- Lincoln Alexander, progressiste-conservateur, Hamilton-Ouest, Ontario
- Omar Alghabra, libéral, Mississauga—Erindale, Ontario
- Duncan Orestes Alguire, conservateur, Stormont, Ontario
- Shafqat Ali, libéral, Brampton-Centre, Ontario
- Almonte Alkenbrack, progressiste-conservateur, Prince Edward—Lennox, Ontario
- George William Allan, unioniste, Winnipeg-Sud, Manitoba
- Henry William Allan, libéral, Essex-Sud, Ontario
- Hugh Allan, libéral, Oxford-Nord, Ontario
- Albert Allard, libéral, Ottawa (Cité d'), Ontario
- Carole-Marie Allard, libéral, Laval-Est, Québec
- Eudore Allard, Crédit social, Rimouksi, Québec
- Maurice Allard, progressiste-conservateur, Sherbrooke, Québec
- Benjamin Allen, libéral, Grey-Nord, Ontario
- Henry Edgarton Allen, libéral, Shefford, Québec
- Michael Allen, conservateur, Tobique—Mactaquac, Nouveau-Brunswick
- David Wright Allison, libéral, Lennox, Ontario
- Dean Allison, conservateur, Niagara-Ouest—Glanbrook, Ontario
- William Henry Allison, conservateur, Hants, Nouvelle-Écosse
- Warren Allmand, libéral, Notre-Dame-de-Grâce, Québec
- Benjamin Graydon Allmark, progressiste-conservateur, Kingston, Ontario
- William Johnston Almon, libéral-conservateur, Halifax, Nouvelle-Écosse
- Vic Althouse, Nouveau Parti démocratique, Humboldt—Lake Centre, Saskatchewan

## Am - An
- Rona Ambrose, conservateur, Edmonton—Spruce Grove, Alberta
- Herbert Brown Ames, conservateur, Saint-Antoine, Québec
- Guillaume Amyot, conservateur, Bellechasse, Québec
- Anita Anand, libéral, Oakville, Ontario
- Gary Anandasangaree, libéral, Scarborough—Rouge Park, Ontario
- Jack Anawak, libéral, Nunatsiaq, Territoires du Nord-Ouest
- Rob Anders, réformiste, Calgary-Ouest, Alberta
- Alexander James Anderson, conservateur, Toronto—High Park, Ontario
- David Anderson, libéral, Esquimalt—Saanich, Colombie-Britannique
- David Anderson, Alliance canadienne, Cypress Hills—Grasslands, Saskatchewan
- Edna Anderson, progressiste-conservateur, Simcoe-Centre, Ontario
- Hugh Alan Anderson, libéral, Comox—Alberni, Colombie-Britannique
- Raymond Elmer Anderson, libéral, Norfolk, Ontario
- Robert King Anderson, unioniste, Halton, Ontario
- William Anderson, progressiste-conservateur, Waterloo-Sud, Ontario
- Bob Andras, libéral, Port Arthur, Ontario
- Guy André, Bloc québécois, Berthier—Maskinongé, Québec
- Harvie Andre, progressiste-conservateur, Calgary-Centre, Alberta
- William Andres, libéral, Lincoln, Ontario
- George William Andrews, libéral, Winnipeg-Centre, Manitoba
- Scott Andrews, libéral, Avalon, Terre-Neuve-et-Labrador
- Auguste-Réal Angers, conservateur, Montmorency, Québec
- Louis Charles Alphonse Angers, libéral, Charlevoix, Québec
- Timothy Anglin, libéral, Gloucester, Nouveau-Brunswick
- Douglas Keith Anguish, Nouveau Parti démocratique, The Battlefords—Meadow Lake, Saskatchewan
- Charlie Angus, Nouveau Parti démocratique, Timmins—Baie James, Ontario
- Iain Francis Angus, Nouveau Parti démocratique, Thunder Bay—Atikokan, Ontario

## Ap - Ar
- Stephen Burpee Appleby, libéral, Carleton, Nouveau-Brunswick
- Edward Turney Applewhaite, libéral, Skeena, Colombie-Britannique
- Ursula Appolloni, libéral, York-Sud, Ontario
- Joseph Archambault, libéral, Chambly—Verchères, Québec
- Joseph-Éloi Archambault, libéral, Berthier, Québec
- Louis Archambeault, libéral-conservateur, L'Assomption, Québec
- Adams George Archibald, libéral-conservateur, Colchester, Nouvelle-Écosse
- Cyril Archibald, libéral, Stormont, Ontario
- Harry Grenfell Archibald, CCF, Skeena, Colombie-Britannique
- Hazen Robert Argue, CCF, Wood Mountain, Saskatchewan
- Ira Eugene Argue, unioniste, Swift Current, Saskatchewan
- Thomas Arkell, libéral-conservateur, Elgin-Est, Ontario
- Ernest Frederick Armstrong, conservateur, Timiskaming-Sud, Ontario
- Frederick Thomas Armstrong, libéral, Shelburne—Yarmouth—Clare, Nouvelle-Écosse
- James Armstrong, libéral, Middlesex-Sud, Ontario
- John Alexander Macdonald Armstrong, conservateur, York-Nord, Ontario
- Joseph Elijah Armstrong, conservateur, Lambton-Est, Ontario
- Mel Arnold, conservateur, Okanagan-Nord—Shuswap, Colombie-Britannique
- Ian MacLachlan Arrol, progressiste-conservateur, York-Est, Ontario
- Bona Arsenault, indépendant, Bonaventure, Québec
- Nérée Arsenault, progressiste-conservateur, Bonaventure, Québec
- René Arseneault, libéral, Madawaska—Restigouche, Nouveau-Brunswick
- Télésphore Arsenault, conservateur, Kent, Nouveau-Brunswick
- Guy Arsenault, libéral, Restigouche, Nouveau-Brunswick
- André Arthur, indépendant, Portneuf—Jacques-Cartier, Québec
- James Arthurs, conservateur, Parry Sound, Ontario
- Chandra Arya, libéral, Nepean, Ontario

## As - Ay
- Thomas Gordon William Ashbourne, libéral, Grand Falls—White Bay, Terre-Neuve-et-Labrador
- Patrick Harvey Ashby, Crédit social, Edmonton-Est, Alberta
- Niki Ashton, Nouveau Parti démocratique, Churchill, Manitoba
- Mark Joseph Assad, libéral, Gatineau—La Lièvre, Québec
- Sarkis Assadourian, libéral, Don Valley-Nord, Ontario
- Edmund Tobin Asselin, libéral, Notre-Dame-de-Grâce, Québec
- Gérard Asselin, Bloc québécois, Charlevoix, Québec
- Patrick Tobin Asselin, libéral, Richmond—Wolfe, Québec
- Martial Asselin, progressiste-conservateur, Charlevoix, Québec
- Alex Atamanenko, Nouveau Parti démocratique, Colombie-Britannique-Southern Interior
- Ronald George Atkey, progressiste-conservateur, St. Paul's, Ontario
- Kenneth David Atkinson, progressiste-conservateur, St. Catharines, Ontario
- Bill Attewell, progressiste-conservateur, Don Valley-Est, Ontario
- Jenica Atwin, libéral, Fredericton, Nouveau-Brunswick
- Antoine Audet, conservateur, Shefford, Québec
- Louis Mathias Auger, libéral, Prescott, Ontario
- Michel Auger, libéral indépendant, Shefford, Québec
- Jean Augustine, libéral, Etobicoke—Lakeshore, Ontario
- Samuel Ault, libéral-conservateur, Stormont, Ontario
- Hector Authier, libéral, Chapleau, Québec
- Melzar Avery, conservateur, Addington, Ontario
- Chris Axworthy, Nouveau Parti démocratique, Saskatoon—Clark's Crossing, Saskatchewan
- Lloyd Axworthy, libéral, Winnipeg—Fort Garry, Manitoba
- Allen Bristol Aylesworth, libéral, York-Nord, Ontario
- Wilbert Ross Aylesworth, Gouvernement national, Frontenac—Addington, Ontario
- Henry Aylmer, libéral, Richmond—Wolfe, Québec